# Somogyacsa
Somogyacsa község Somogy vármegyében, a Tabi járásban.

## Fekvése
A megye keleti részén, a Somogyi dombságban, a Koppány-patak mellett fekszik. Közigazgatási területét észak-déli irányban a Kaposvár-Szántód közti 6505-ös út szeli keresztül, utóbbiba itt torkollik bele a Nagykónyi-Törökkoppány felől idáig húzódó 6508-as út; a község központja azonban csak az utóbbiból dél felé kiágazó 65 121-es úton érhető el. A legközelebbi város Tab.

## Története
Somogyacsa (Acsa) nevét 1406-1429-es években Acha alakban írva említette először oklevél. Ekkor részben kisnemeseké, részben a veszprémi püspöké volt, de 1480-ban már az egész birtok a veszprémi püspök birtoka volt, aki még az 1536 évi adólajstromban is földesuraként szerepelt. 1563-ban a török kincstári fejadólajstromban csak 5, az 1573-1574 éviben 8, az 1580-asban 6 házzal volt felvéve. Az 1660 évi dézsmaváltságjegyzékben a veszprémi püspökség birtokaként szerepelt, 1695-ben pedig Perneszi Zsigmond és Anna Julianna, férj. Babócsay Ferenczné, birtokaként volt említve.  1726-ban már csak puszta és ismét a veszprémi püspökségé. A jelenlegi helységet Padányi Biró Márton veszprémi püspök 1746-ban telepítette újra. 
A település római katolikus templomának szentélye a 17. században épült, de a hajója és tornya 1805-ben. 
A községhez tartozott Gerézd-puszta is, amely a középkorban falu volt.

### Gerézd

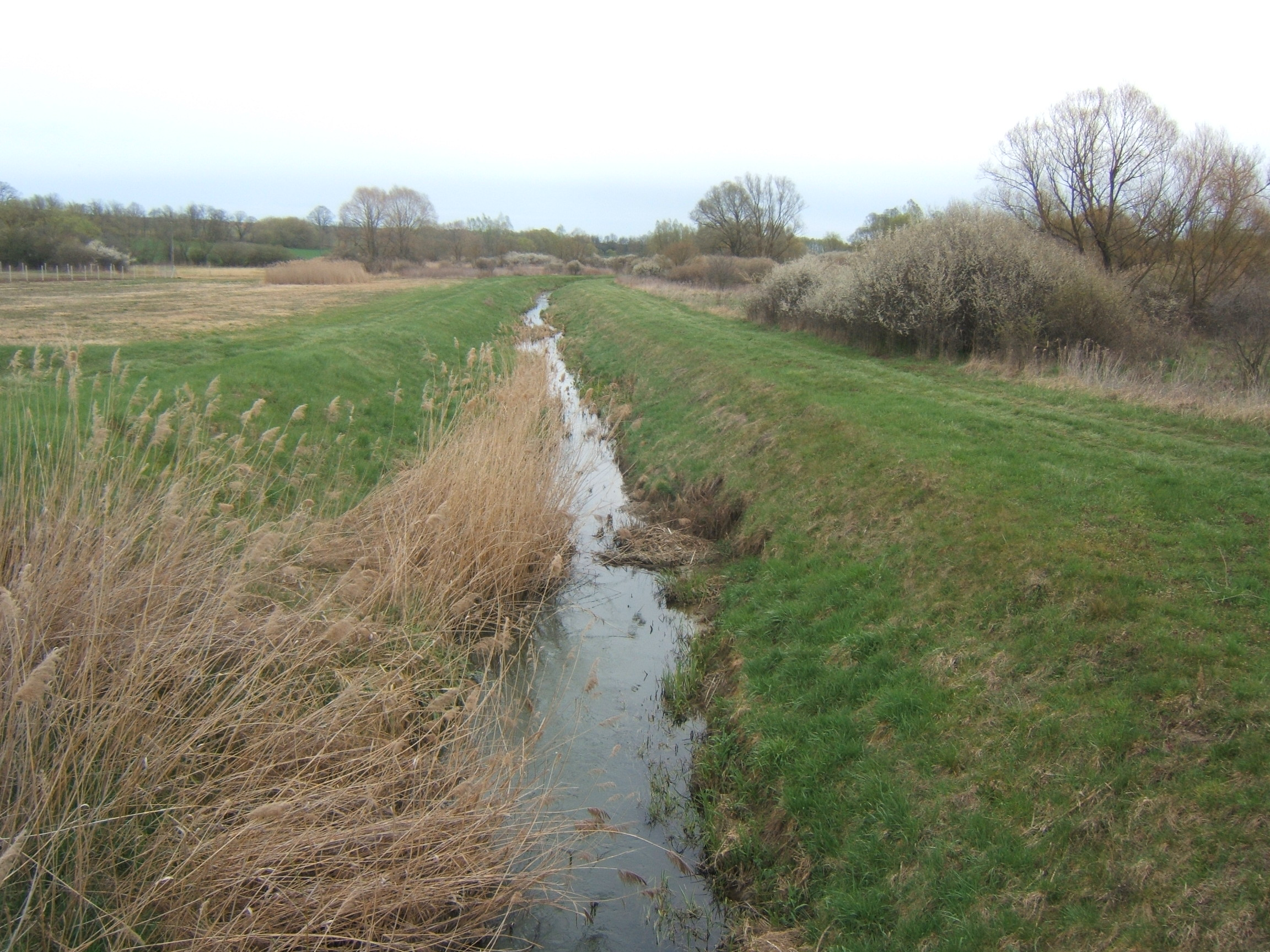
A Koppány folyó Gerézdpusztánál

Gerézd neve már az 1332-1337 évi pápai tizedjegyzékben is előfordult. 1480-ban ez is a veszprémi püspökség birtoka volt. 1484-ben Tolna vármegyéhez tartozott. Az 1563 évi török kincstári fejadólajstrom szerint 7 és, 1575-ben pedig 8 házból állt. Az 1660 évi dézsmaváltságjegyzékben is a veszprémi püspökség birtokaként szerepelt. 1726-ban már csak mint puszta volt említve.

## Közélete

### Polgármesterei
- 1990–1994: Szakály Ferenc (Agrárszövetség)[3]
- 1994–1998: Szakály Ferenc (független)[4]
- 1998–2002: Szakály Ferenc (független)[5]
- 2002–2006: Szakály Ferenc (független)[6]
- 2006–2010: Lengyel Ferenc (független)[7]
- 2010–2011: Lengyel Ferenc (független)[8]
- 2012–2014: Harkány Sándor (független)[9]
- 2014–2019: Harkány Sándor (független)[10]
- 2019–2024: Harkány Sándor (független)[11]
- 2024– : Muraközi Imre (független)[1]

A településen 2012. január 15-én időközi polgármester-választást tartottak, az előző polgármester lemondása miatt.

## Népesség
A település népességének változása:
| Lakosok száma | 174  | 173  | 174  | 132  | 149  | 152  | 150  |
|               | 2013 | 2014 | 2015 | 2021 | 2022 | 2023 | 2024 |

A 2011-es népszámlálás során a lakosok 80,1%-a magyarnak, 7,1% cigánynak, 0,6% horvátnak, 5,1% németnek, 0,6% szlováknak mondta magát (19,2% nem nyilatkozott; a kettős identitások miatt a végösszeg nagyobb lehet 100%-nál). A vallási megoszlás a következő volt: római katolikus 57,7%, református 1,3%, evangélikus 3,8%, görögkatolikus 1,9%, felekezet nélküli 13,5% (21,8% nem nyilatkozott).
2022-ben a lakosság 69,1%-a vallotta magát magyarnak, 10,7% németnek, 2,7% cigánynak, 0,7% románnak, 0,7% szerbnek, 13,4% egyéb, nem hazai nemzetiségűnek (14,8% nem nyilatkozott; a kettős identitások miatt a végösszeg nagyobb lehet 100%-nál). Vallásuk szerint 41,6% volt római katolikus, 2% református, 1,3% evangélikus, 0,7% egyéb keresztény, 16,1% felekezeten kívüli (38,3% nem válaszolt).

## Nevezetességei
- Szent Flórián római katolikus templom, amit a 18. század második felében építettek késő barokk stílusban.
- Kálvária
- Kócos-hegy - középkori vársáncok
- Pogány-domb - vársáncok
- Szent Márton-kápolna Gerézdpusztán

## Somogyacsa híres szülöttei
- Materényi Jenő (1920-1986) magyar- történelem- szakos tanár, Budapesten a középiskolai Fiúdiákotthon szervezője és vezetője.